# 小形包装物
小形包装物（こがたほうそうぶつ）は、小形の物品を海外に送る国際郵便の一つである。別名「Small Packet（）」。

## 概説
重量が2キログラム以内の小形の物品を海外に送る際に用いるサービスで、定形外郵便物よりも安く送ることができる。ただし、内容物に添付する無封の添え状又は送り状を除き、特定の人に宛てた通信文を筆書したもの（内国郵便における信書の定義とは異なる）を内容とすることはできない。

## 発送方法
航空便と船便、また国によってはSAL便で送ることができる。また差し出す際に「Small Packet（またはPetit Paquet）」の表示と税関告知書の記載・貼り付けが必要になる。郵便局窓口への差出が必要であり、郵便ポストへの投函はできない。関東・中部・近畿・九州・沖縄の主要郵便局において、1回の差出通数が50通以上の場合は、航空優先大量郵便物（Dメール）または航空非優先大量郵便物（Pメール）として割引がある。

## 国際eパケット
航空扱いで書留とする小形包装物について、ウェブサイトにおいてあらかじめ荷送人・荷受人の住所等を入力して発行されたラベルを印刷・添付して差し出すことで割り引かれる国際eパケットのサービスを2012年4月1日から実施している。国内の類似サービスであるクリックポストと異なり、ラベルを郵便物に直接ではなく透明袋（パウチ）に入れて貼付するが、パウチは郵便局に備え付けられていないためあらかじめ請求する必要がある。料金はウェブサイトでの決済ではなく、郵便切手の貼付または料金別納、料金後納といった通常の方法で支払うこととなる。1回の差出通数が10通以上、または月間の差出通数が50通以上の場合は、さらなる割引（書留料金に対する割引であり、上述のDメール・Pメールとは異なる）もある。